# Milan Berck Beelenkamp
Milan Berck Beelenkamp (Haarlem, 17 settembre 1977) è un ex calciatore olandese, di ruolo difensore.

## Carriera
Cresce nell'Ajax, dove debutta nel 1996. Nel 1997 passa al Volendam. Dopo 18 presenze, nel 1998 viene acquistato dal Genoa. Dopo una stagione in Serie B in cui non raccoglie presenze, fa ritorno nei Paesi Bassi al De Graafschap. Qui in sei anni colleziona 161 presenze e 5 gol. Nel 2005 passa in Belgio al Mechelen. Dal 2006 al 2009 ha giocato nell'Haarlem. Dopo il fallimento della squadra, nel marzo del 2010 si accasa con l'ARC. Si ritira nel 2011